# رنو ویواسیکس
رنو ویواسیکس (Renault Vivasix) خودرویی است که توسط رنو در فرانسه تولید شده‌است.
این خودرو در کلاس خودرو سایز بزرگ قرار گرفته و طراحی آن خودروهای موتور جلو-محور عقب بوده است.
موتور آن ۳۱۸۰ سی‌سی سیستم جعبه‌دندهٔ آن ۳ دنده به صورت دستی است.